# Campeonato Brasileño de Fútbol 1990
El Campeonato Brasileño de Serie A 1990 fue la  35ª edición del Campeonato Brasileño de Serie A. El torneo se extendió desde el 18 de agosto de 1990 hasta el 16 de diciembre del corriente año. El club Corinthians de la ciudad de São Paulo ganó el campeonato, su primer título a nivel nacional.
Por tercera vez en la historia del campeonato, el partido final se jugó entre dos clubes del Estado de São Paulo, esta vez con Corinthians y São Paulo como protagonistas, repitiendo los enfrentamientos de 1978 entre Guaraní de Campinas y Palmeiras, y del año 1986 entre São Paulo y Guaraní.
Se mantuvo el sistema de ascenso y descenso por tercer año consecutivo. Esta vez, el campeonato se estabilizó en 20 clubes para el año siguiente, descendiendo los dos últimos clasificados y ascendiendo el campeón y subcampeón de la Serie B.

## Primera Fase
- Puntaje acumulado de la primera fase, los ocho primeros en la tabla avanzan a ronda de cuartos de final.

| Pos | Equipo           | Pts | PJ | PG | PE | PP | GF | GC | Dif  |
| --- | ---------------- | --- | -- | -- | -- | -- | -- | -- | ---- |
| 1   | Grêmio           | 25  | 19 | 9  | 7  | 3  | 25 | 13 | + 12 |
| 2   | Atlético Mineiro | 23  | 19 | 7  | 9  | 3  | 19 | 16 | + 3  |
| 3   | São Paulo        | 22  | 19 | 8  | 6  | 5  | 20 | 14 | + 6  |
| 4   | Corinthians      | 22  | 19 | 8  | 6  | 5  | 17 | 18 | - 1  |
| 5   | Bahia            | 22  | 19 | 7  | 8  | 4  | 20 | 12 | + 8  |
| 6   | Bragantino       | 22  | 19 | 7  | 8  | 4  | 19 | 16 | + 3  |
| 7   | Santos           | 22  | 19 | 7  | 8  | 4  | 19 | 13 | + 6  |
| 8   | Palmeiras        | 21  | 19 | 8  | 5  | 6  | 21 | 18 | + 3  |
| 9   | Cruzeiro         | 21  | 19 | 8  | 5  | 6  | 21 | 18 | + 3  |
| 10  | Goiás            | 21  | 19 | 7  | 7  | 5  | 22 | 19 | + 3  |
| 11  | Flamengo         | 20  | 19 | 7  | 6  | 6  | 24 | 18 | + 6  |
| 12  | Botafogo         | 18  | 19 | 7  | 4  | 8  | 17 | 18 | - 1  |
| 13  | Náutico Recife   | 18  | 19 | 4  | 10 | 5  | 13 | 18 | - 5  |
| 14  | Vasco da Gama    | 18  | 19 | 3  | 12 | 4  | 15 | 15 | 0    |
| 15  | Fluminense       | 15  | 19 | 5  | 5  | 9  | 19 | 24 | - 5  |
| 16  | Internacional    | 15  | 19 | 4  | 7  | 8  | 19 | 23 | - 4  |
| 17  | Vitória          | 15  | 19 | 4  | 7  | 8  | 15 | 22 | - 7  |
| 18  | Portuguesa       | 15  | 19 | 3  | 9  | 7  | 18 | 22 | - 4  |
| 19  | São José-SP      | 15  | 19 | 3  | 9  | 7  | 10 | 20 | - 10 |
| 20  | Inter de Limeira | 10  | 19 | 4  | 2  | 13 | 9  | 25 | - 16 |

## Fase Final
|  | Cuartos de final | Cuartos de final | Cuartos de final |   |        | Semifinales | Semifinales | Semifinales |  |           | Final | Final | Final |  |
|  |                  |                  |                  |   |        |             |             |             |  |           |       |       |       |  |
|  |                  |                  |                  |   |        |             |             |             |  |           |       |       |       |  |
|  | Grêmio           | 0                | 2                |   |        |             |             |             |  |           |       |       |       |  |
|  | Grêmio           | 0                | 2                |   |        |             |             |             |  |           |       |       |       |  |
|  | Palmeiras        | 1                | 0                |   |        |             |             |             |  |           |       |       |       |  |
|  | Palmeiras        | 1                | 0                |   | Grêmio | 0           | 1           |             |  |           |       |       |       |  |
|  |                  |                  |                  |   | Grêmio | 0           | 1           |             |  |           |       |       |       |  |
|  |                  |                  | São Paulo        | 2 | 0      |             |             |             |  |           |       |       |       |  |
|  | São Paulo        | 1                | São Paulo        | 2 | 0      | 1           |             |             |  |           |       |       |       |  |
|  | São Paulo        | 1                |                  |   |        |             |             |             |  |           |       |       |       |  |
|  | Santos           | 0                | 1                |   |        |             |             |             |  |           |       |       |       |  |
|  | Santos           | 0                | 1                |   |        |             |             |             |  | São Paulo | 0     | 0     |       |  |
|  |                  |                  |                  |   |        |             |             |             |  | São Paulo | 0     | 0     |       |  |
|  |                  |                  | Corinthians      | 1 | 1      |             |             |             |  |           |       |       |       |  |
|  | Bahia            | 1                | Corinthians      | 1 | 1      | 3           |             |             |  |           |       |       |       |  |
|  | Bahia            | 1                |                  |   |        |             |             |             |  |           |       |       |       |  |
|  | Bragantino       | 1                | 2                |   |        |             |             |             |  |           |       |       |       |  |
|  | Bragantino       | 1                | 2                |   | Bahia  | 1           | 0           |             |  |           |       |       |       |  |
|  |                  |                  |                  |   | Bahia  | 1           | 0           |             |  |           |       |       |       |  |
|  |                  |                  | Corinthians      | 2 | 0      |             |             |             |  |           |       |       |       |  |
|  | Atlético Mineiro | 1                | Corinthians      | 2 | 0      | 0           |             |             |  |           |       |       |       |  |
|  | Atlético Mineiro | 1                |                  |   |        |             |             |             |  |           |       |       |       |  |
|  | Corinthians      | 2                | 0                |   |        |             |             |             |  |           |       |       |       |  |
|  | Corinthians      | 2                | 0                |   |        |             |             |             |  |           |       |       |       |  |
|  |                  |                  |                  |   |        |             |             |             |  |           |       |       |       |  |

### Final
| 13 de diciembre de 1990 | São Paulo | 0 – 1   | Corinthians    | Estadio Morumbi, São Paulo,                                            |                                                                        |
|                         |           | Reporte | Wilson Mano 4' | Asistencia: 85.463 espectadores Árbitro(s): José Aparecido de Oliveira | Asistencia: 85.463 espectadores Árbitro(s): José Aparecido de Oliveira |

| 16 de diciembre de 1990 | Corinthians   | 1 – 0   | São Paulo | Estadio Morumbi, São Paulo,                                     |                                                                 |
|                         | Tupãzinho 54' | Reporte |           | Asistencia: 100.858 espectadores Árbitro(s): Edmundo Lima Filho | Asistencia: 100.858 espectadores Árbitro(s): Edmundo Lima Filho |

- Corinthians y São Paulo, campeón y subcampeón respectivamente, clasifican a Copa Libertadores 1991.

|                                 |
| Bandera del estado de São Paulo |
| Campeón Corinthians 1.er título |

## Posiciones finales
- Dos puntos por victoria y uno por empate, los dos últimos clasificados descienden a la Serie-B.
| Pos | Equipo           | Pts | PJ | PG | PE | PP | GF | GC | Dif |
| --- | ---------------- | --- | -- | -- | -- | -- | -- | -- | --- |
| 1   | Corinthians      | 32  | 25 | 12 | 8  | 5  | 23 | 20 | 3   |
| 2   | São Paulo        | 27  | 25 | 10 | 7  | 8  | 24 | 18 | 6   |
| 3   | Grêmio           | 29  | 23 | 11 | 7  | 5  | 28 | 16 | 12  |
| 4   | Bahia            | 26  | 23 | 8  | 10 | 5  | 25 | 17 | 8   |
| 5   | Atlético Mineiro | 24  | 21 | 7  | 10 | 4  | 20 | 18 | 2   |
| 6   | Palmeiras        | 23  | 21 | 9  | 5  | 7  | 22 | 20 | 2   |
| 7   | Santos           | 23  | 21 | 7  | 9  | 5  | 20 | 15 | 5   |
| 8   | Bragantino       | 23  | 21 | 7  | 9  | 5  | 22 | 20 | 2   |
| 9   | Cruzeiro         | 21  | 19 | 8  | 5  | 6  | 21 | 18 | 3   |
| 10  | Goiás            | 21  | 19 | 7  | 7  | 5  | 22 | 19 | 3   |
| 11  | Flamengo         | 20  | 19 | 7  | 6  | 6  | 24 | 18 | 6   |
| 12  | Botafogo         | 18  | 19 | 7  | 4  | 8  | 17 | 18 | -1  |
| 13  | Náutico Recife   | 18  | 19 | 4  | 10 | 5  | 13 | 18 | -5  |
| 14  | Vasco da Gama    | 18  | 19 | 3  | 12 | 4  | 15 | 15 | 0   |
| 15  | Fluminense       | 15  | 19 | 5  | 5  | 9  | 19 | 24 | -5  |
| 16  | Internacional    | 15  | 19 | 4  | 7  | 8  | 19 | 23 | -4  |
| 17  | Vitória          | 15  | 19 | 4  | 7  | 8  | 15 | 22 | -7  |
| 18  | Portuguesa       | 15  | 19 | 3  | 9  | 7  | 18 | 22 | -4  |
| 19  | São José-SP      | 15  | 19 | 3  | 9  | 7  | 10 | 20 | -10 |
| 20  | Inter de Limeira | 10  | 19 | 4  | 2  | 13 | 9  | 25 | -16 |

## Goleadores
| Pos. | Jugador        | Club        | Goles |
| ---- | -------------- | ----------- | ----- |
| 1    | Charles        | Bahía       | 11    |
| 2    | Caio           | Gremio      | 10    |
| 2    | Careca III     | Palmeiras   | 10    |
| 4    | Neto           | Corinthians | 9     |
| 5    | Túlio Costa    | Goias       | 8     |
| 6    | João Santos    | Bragantino  | 7     |
| 6    | Gaúcho         | Flamengo    | 7     |
| 8    | Betinho        | Palmeiras   | 6     |
| 8    | Renato Gaúcho  | Flamengo    | 6     |
| 8    | Vágner Mancini | Portuguesa  | 6     |